# Штани парашути

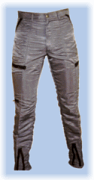

Штани-парашути — це брюки, виготовлені з нейлону. Штани-парашути стали модним трендом в американській культурі у 1980-х роках у зв'язку зі зростанням популярності брейкдансу.
Ранні брейк-дансери іноді використовували важкий нейлон для виготовлення комбінезонів або штанів, які могли витримати контакт з поверхнею брейк-дансу, водночас зменшуючи тертя, що дозволяло виконувати швидкі та складні рухи, щоб не отримати опіки від тертя або зносу одягу. Деякі, можливо, апокрифічні джерела [невідоме джерело] стверджують, що для виготовлення таких штанів використовували справжній парашутний нейлон. На початку 1980-х років парашутні штани були облягаючими. Завдяки використанню нейлону в парашутах, стиль штанів став відомим як парашутні штани. Часто раннє вбрання було однотонним або злегка клаптиковим, оскільки виготовлялося з підручних матеріалів.

## Тренд 2023
У 2022—2023 рр штани набрали шаленої популярності в оновленому вигляді. Їхній крій є широким, з поясом на резинці та зі шнурівкою. Понизу затягуються на шнурівку, з кишеннями.